# Капнограф
Капно́граф (др.-греч. καπνός — дым; γραφω — пишу) — инфракрасный спектрометр для измерения процентного содержания диоксида углерода в смеси газов. В медицине прибор используется для измерения и графического отображения содержания углекислоты в воздухе, выдыхаемом пациентом.

## Применение в медицине
Углекислота содержится в крови в растворенном виде и в процессе дыхания выделяется через легкие. Измеряя парциальное давление углекислоты в выдыхаемом воздухе, можно оценить её количество в крови пациента.
В организме содержится физиологически обусловленное количество углекислоты (нормой считается парциальное давление 38 мм рт.ст.). При искусственной вентиляции лёгких, когда дыханием пациента управляет аппарат, необходимо контролировать режим вентиляции, для поддержания в организме необходимого уровня углекислоты. Использование капнографа необходимо для того, чтобы избежать гипокапнии и гиперкапнии.
Капнографы (и капнометры) используются в анестезиологии и реаниматологии, для контроля состояния пациента во время искусственной вентиляции легких, в функциональной диагностике — для определения состояния дыхательной системы, в амбулаторной практике — для контроля резких изменений дыхательной системы (апноэ и др.).